# Lista de municípios do Amazonas por IDH-M

Mapa do IDH do Amazonas.Legenda:
Muito alto (nenhum município)
Alto (1 município)
Médio (14 municípios)
Baixo (40 municípios)
Muito baixo (7 municípios)

Esta é uma lista de municípios do estado do Amazonas por Índice de Desenvolvimento Humano (IDH), segundo dados do Programa da Nações Unidas para o Desenvolvimento (PNUD) datados do ano 2010. De acordo com os dados de 2010, o município com o maior Índice de Desenvolvimento Humano no estado do Amazonas era Manaus, com um índice de 0,737 (considerado alto), e o município com o menor índice foi Atalaia do Norte, com um índice de 0,450 (considerado muito baixo). De todos os municípios do estado, nenhum município registrou um IDH muito alto, enquanto 1 apresentou um IDH alto, 14 municípios IDH médio, 40 IDH baixo, e 7 municípios IDH muito baixo.
O cálculo do índice é composto a partir de dados de expectativa de vida ao nascer (IDH-L), educação (IDH-E), e PIB em Paridade do Poder de Compra per capita (IDH-R) recolhidos em nível nacional ou regional, e possui o objetivo de medir o padrão de vida. O índice foi desenvolvido em 1990 pelos economistas Amartya Sen e Mahbub ul Haq, e vem sendo usado desde 1993 pelo Programa das Nações Unidas para o Desenvolvimento (PNUD).
O Índice de Desenvolvimento Humano varia de 0 até 1, e nesta lista é dividido em cinco categorias: IDH muito alto (0,800 – 1,000), IDH alto (0,700 – 0,799), IDH médio (0,600  0,699), IDH baixo (0,500 – 0,599) e IDH muito baixo (0,000 – 0,499).

## Lista

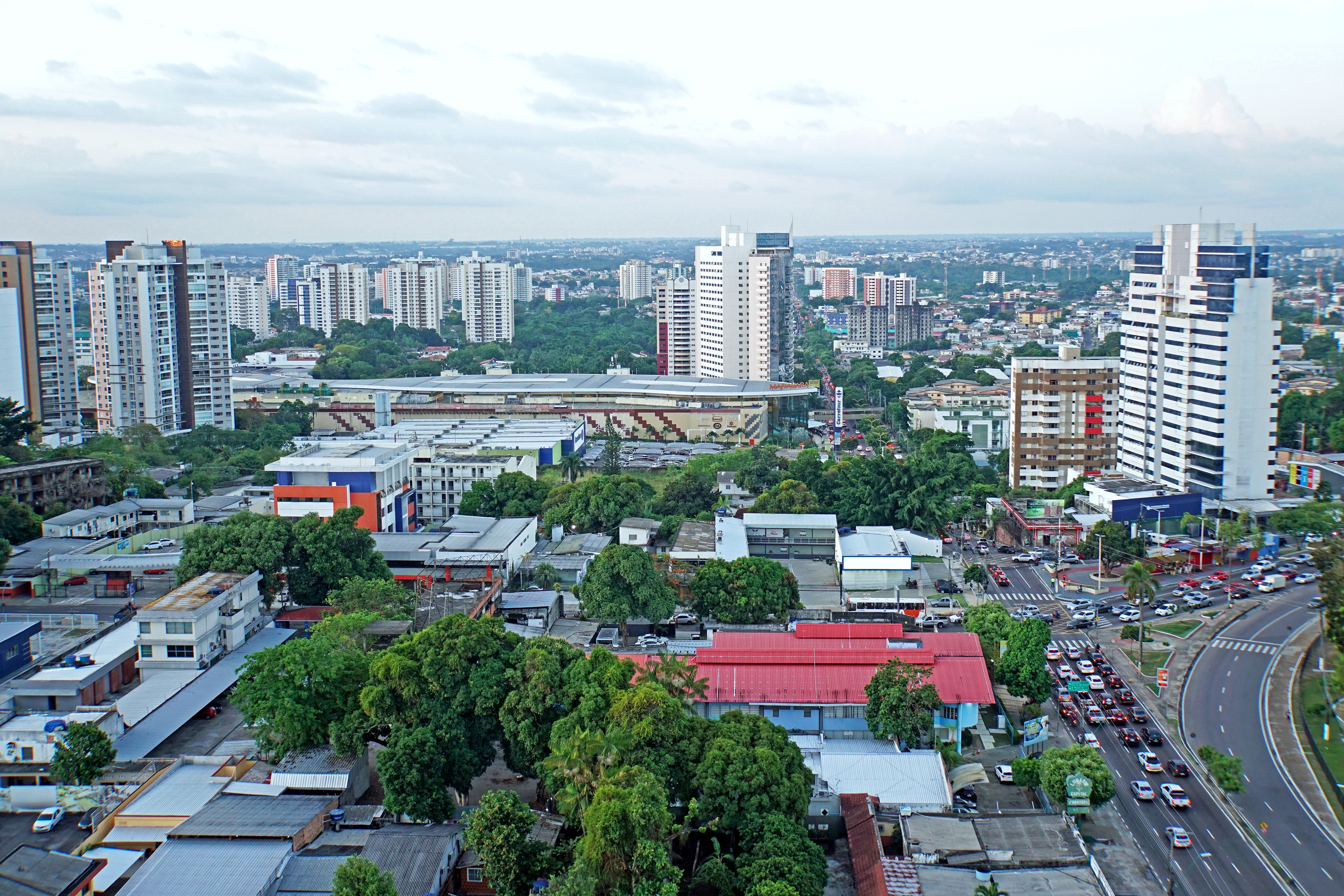
O bairro Adrianópolis, em Manaus, possui IDH de 0,930.

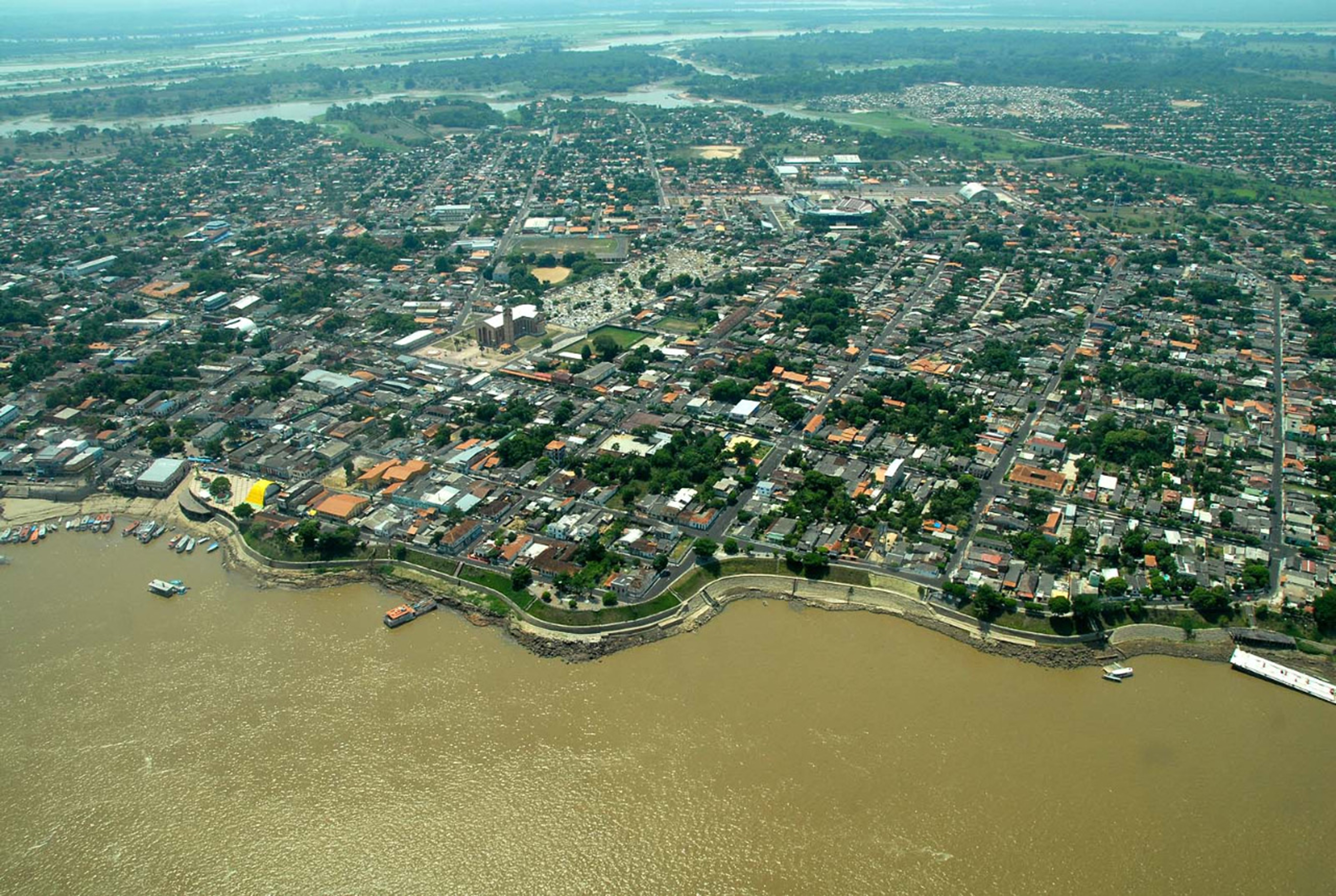
Vista aérea de Parintins.

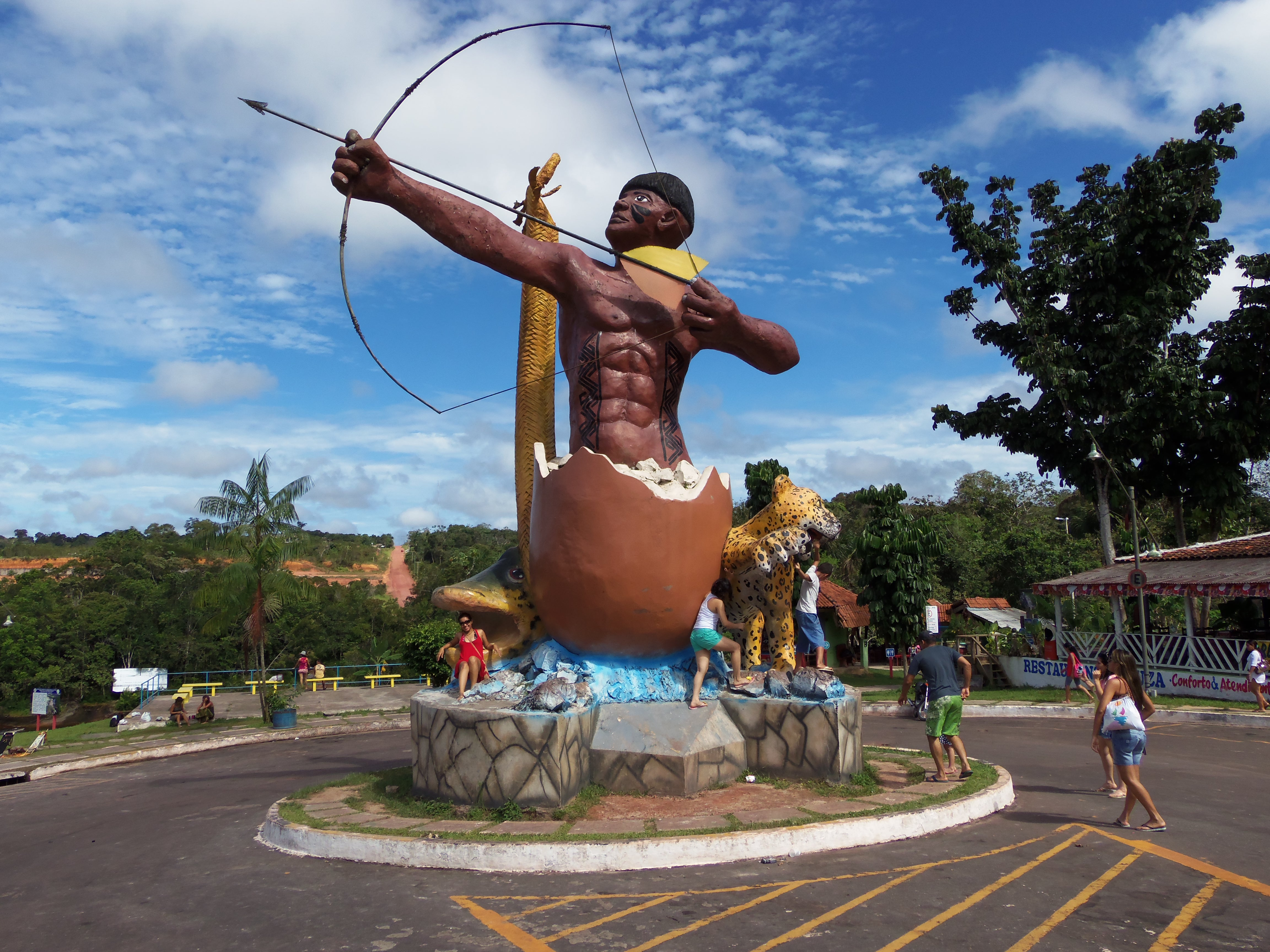
Monumento em Urubuí, Presidente Figueiredo.

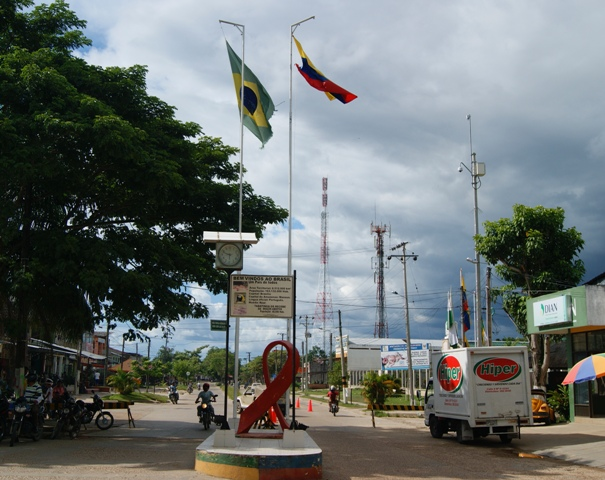
Tabatinga, localizado na tríplice fronteira fronteira Brasil–Colômbia–Peru.

| Posição           | Município                 | Dados de 2010    | Dados de 2010          | Dados de 2010    | Dados de 2010    | Dados de 2010    |
| Posição           | Município                 | IDH-M            | Crescimento desde 2000 | IDHR             | IDHL             | IDHE             |
| IDH-M muito alto  | IDH-M muito alto          | IDH-M muito alto | IDH-M muito alto       | IDH-M muito alto | IDH-M muito alto | IDH-M muito alto |
| ----------------- | ------------------------- | ---------------- | ---------------------- | ---------------- | ---------------- | ---------------- |
| nenhum município  |                           |                  |                        |                  |                  |                  |
| IDH-M alto        |                           |                  |                        |                  |                  |                  |
| 1                 | Manaus                    | 0,737            | 0,136                  | 0,738            | 0,826            | 0,658            |
| IDH-M médio       |                           |                  |                        |                  |                  |                  |
| 2                 | Parintins                 | 0,658            | 0,170                  | 0,589            | 0,800            | 0,605            |
| 3                 | Itapiranga                | 0,654            | 0,176                  | 0,594            | 0,792            | 0,594            |
| 4                 | Presidente Figueiredo     | 0,647            | 0,110                  | 0,627            | 0,802            | 0,538            |
| 5                 | Itacoatiara               | 0,644            | 0,153                  | 0,618            | 0,811            | 0,534            |
| 6                 | Tefé                      | 0,639            | 0,201                  | 0,637            | 0,801            | 0,511            |
| 7                 | Apuí                      | 0,637            | 0,200                  | 0,621            | 0,772            | 0,540            |
| 8                 | Silves                    | 0,632            | 0,146                  | 0,546            | 0,791            | 0,584            |
| 9                 | Urucará                   | 0,620            | 0,133                  | 0,551            | 0,754            | 0,575            |
| 10                | Tabatinga                 | 0,616            | 0,156                  | 0,602            | 0,769            | 0,505            |
| 11                | Manacapuru                | 0,614            | 0,177                  | 0,604            | 0,795            | 0,481            |
| 12                | Iranduba                  | 0,613            | 0,176                  | 0,607            | 0,799            | 0,476            |
| 13                | Rio Preto da Eva          | 0,611            | 0,177                  | 0,590            | 0,785            | 0,493            |
| 14                | São Gabriel da Cachoeira  | 0,609            | 0,131                  | 0,610            | 0,777            | 0,476            |
| 15                | Humaitá                   | 0,605            | 0,130                  | 0,621            | 0,791            | 0,451            |
| IDH-M baixo       |                           |                  |                        |                  |                  |                  |
| 16                | Manaquiri                 | 0,596            | 0,167                  | 0,556            | 0,748            | 0,510            |
| 17                | Anamã                     | 0,594            | 0,186                  | 0,537            | 0,741            | 0,526            |
| 18                | Boca do Acre              | 0,588            | 0,187                  | 0,576            | 0,777            | 0,455            |
| 19                | Maués                     | 0,588            | 0,134                  | 0,549            | 0,800            | 0,464            |
| 20                | Urucurituba               | 0,588            | 0,161                  | 0,538            | 0,776            | 0,487            |
| 21                | Coari                     | 0,586            | 0,197                  | 0,606            | 0,780            | 0,425            |
| 22                | Nhamundá                  | 0,586            | 0,145                  | 0,513            | 0,779            | 0,503            |
| 23                | Manicoré                  | 0,582            | 0,184                  | 0,580            | 0,747            | 0,456            |
| 24                | Autazes                   | 0,577            | 0,157                  | 0,539            | 0,799            | 0,456            |
| 25                | São Sebastião do Uatumã   | 0,577            | 0,149                  | 0,561            | 0,739            | 0,464            |
| 26                | Barreirinha               | 0,574            | 0,175                  | 0,469            | 0,774            | 0,522            |
| 27                | Benjamin Constant         | 0,574            | 0,185                  | 0,526            | 0,763            | 0,471            |
| 28                | Novo Airão                | 0,570            | 0,142                  | 0,551            | 0,776            | 0,434            |
| 29                | Caapiranga                | 0,569            | 0,166                  | 0,544            | 0,775            | 0,436            |
| 30                | Careiro da Várzea         | 0,569            | 0,181                  | 0,523            | 0,779            | 0,450            |
| 31                | Boa Vista do Ramos        | 0,565            | 0,193                  | 0,496            | 0,750            | 0,484            |
| 32                | Codajás                   | 0,563            | 0,123                  | 0,546            | 0,775            | 0,421            |
| 33                | Eirunepé                  | 0,563            | 0,154                  | 0,548            | 0,756            | 0,431            |
| 34                | Anori                     | 0,561            | 0,133                  | 0,540            | 0,757            | 0,433            |
| 35                | Amaturá                   | 0,560´           | 0,147                  | 0,499            | 0,773            | 0,455            |
| 36                | Borba                     | 0,560            | 0,171                  | 0,532            | 0,776            | 0,425            |
| 37                | Nova Olinda do Norte      | 0,558            | 0,185                  | 0,541            | 0,780            | 0,412            |
| 38                | Careiro                   | 0,557            | 0,220                  | 0,515            | 0,779            | 0,431            |
| 39                | Novo Aripuanã             | 0,554            | 0,167                  | 0,532            | 0,759            | 0,421            |
| 40                | Carauari                  | 0,549            | 0,205                  | 0,534            | 0,745            | 0,416            |
| 41                | Tonantins                 | 0,548            | 0,221                  | 0,508            | 0,779            | 0,416            |
| 42                | Guajará                   | 0,532            | 0,151                  | 0,510            | 0,762            | 0,387            |
| 43                | Lábrea                    | 0,531            | 0,145                  | 0,538            | 0,744            | 0,374            |
| 44                | Canutama                  | 0,530            | 0,150                  | 0,522            | 0,752            | 0,379            |
| 45                | Fonte Boa                 | 0,530            | 0,210                  | 0,518            | 0,719            | 0,400            |
| 46                | Alvarães                  | 0,527            | 0,154                  | 0,499            | 0,778            | 0,377            |
| 47                | Uarini                    | 0,527            | 0,169                  | 0,535            | 0,724            | 0,378            |
| 48                | Japurá                    | 0,522            | 0,218                  | 0,552            | 0,748            | 0,345            |
| 49                | Juruá                     | 0,522            | 0,160                  | 0,538            | 0,704            | 0,376            |
| 50                | São Paulo de Olivença     | 0,521            | 0,197                  | 0,471            | 0,780            | 0,386            |
| 51                | Jutaí                     | 0,516            | 0,212                  | 0,528            | 0,766            | 0,340            |
| 52                | Envira                    | 0,509            | 0,163                  | 0,521            | 0,727            | 0,349            |
| 53                | Beruri                    | 0,506            | 0,166                  | 0,512            | 0,731            | 0,346            |
| 54                | Tapauá                    | 0,500            | 0,209                  | 0,545            | 0,728            | 0,315            |
| 55                | Barcelos                  | 0,500            | 0,116                  | 0,545            | 0,728            | 0,315            |
| IDH-M muito baixo |                           |                  |                        |                  |                  |                  |
| 56                | Maraã                     | 0,498            | 0,207                  | 0,466            | 0,763            | 0,348            |
| 57                | Pauini                    | 0,496            | 0,209                  | 0,531            | 0,724            | 0,317            |
| 58                | Santo Antônio do Içá      | 0,496            | 0,184                  | 0,438            | 0,759            | 0,353            |
| 59                | Ipixuna                   | 0,481            | 0,163                  | 0,476            | 0,772            | 0,302            |
| 60                | Santa Isabel do Rio Negro | 0,479            | 0,095                  | 0,461            | 0,737            | 0,323            |
| 61                | Itamarati                 | 0,477            | 0,146                  | 0,529            | 0,772            | 0,266            |
| 62                | Atalaia do Norte          | 0,450            | 0,102                  | 0,481            | 0,733            | 0,259            |